# Koolstofzeepbel
Een koolstofzeepbel of CO2-zeepbel (Engels: carbon bubble) is een potentiële financiële zeepbel die de waarde kan beïnvloeden van activa gebaseerd op fossiele brandstoffen. De waarde van beursgenoteerde bedrijven in fossiele brandstoffen is op het moment gebaseerd op hun totale voorraad aan fossiele brandstoffen. Er zijn verschillende mechanismes, zoals overheidsingrijpen en kostendaling van alternatieve energiebronnen, die als gevolg kunnen hebben dat een groot deel van de fossiele brandstoffen niet gebruikt gaan worden. Op de  klimaatconferentie van Kopenhagen en in het Akkoord van Parijs beaamden meer dan 100 landen, inclusief de Verenigde Staten, China, India, alle landen van de Europese Unie en Brazilië dat de opwarming van de aarde de 2 °C niet mag overstijgen en dat zelfs gestreefd moet worden naar een opwarming van maximaal 1,5 °C. Dit vertaalt zich naar een maximale uitstoot van ongeveer 500Gt CO2. Op het moment geven de bedrijven ongeveer 5 keer meer uit aan het ontwikkelen van nieuwe reserves dan ze uitkeren aan hun aandeelhouders. 

## Geschiedenis van het onderzoek ernaar

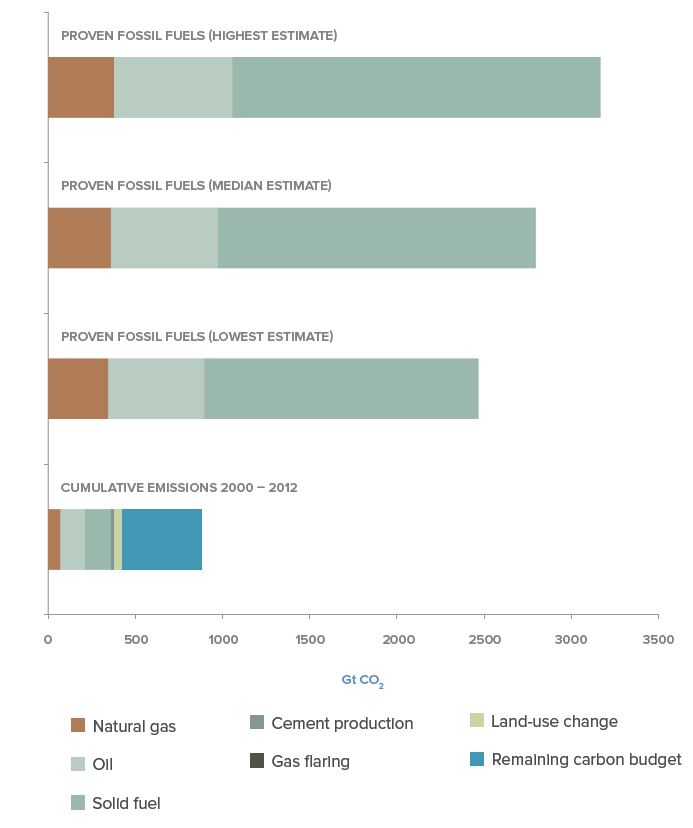
De hoeveelheid CO_{2} die nog uitgestoten mag worden om met een 80%-zekerheid te zeggen dat de opwarming van de aarde onder de 2 graden uitkomt (in het blauw), vergeleken met verschillende schattingen van de totale reserves van fossiele brandstoffen.

In 2013 publiceerde Carbon Tracker Initiative samen met London School of Economics twee rapporten waarin ze stelden dat er een potentiële economische zeepbel bestaat aangaande fossiele brandstoffen. Volgens dit rapport is onder andere de aandelenmarkt in Londen erg kwetsbaar, vanwege de grote hoeveelheid steenkool die daar verhandeld wordt. De rapporten worden onder meer ondersteund door 
HSBC, Citi, Standard & Poor's en de International Energy Agency. Een artikel in de Rolling Stone bracht het onderwerp onder het brede publiek.
Na een oproep van academici, politici en investeerders heeft de Bank of England besloten onderzoek uit te voeren naar de koolstofzeepbel, zo verklaarde de governor Mervyn King. In Nederland zijn er bij een aantal universiteiten studenten actief die pleiten voor divestering in fossiele brandstoffen.

## Oorzaken

### Overheidshandelen
In het Akkoord van Kopenhagen beaamden meer dan 100 landen, inclusief de Verenigde Staten, China, India, alle landen van de Europese Unie en Brazilië, dat de opwarming van de aarde de 2°C niet zou mogen overstijgen. Dit werd later bevestigd tijdens de klimaatonderhandelingen in Cancún.

##### Emissiehandel of CO2-belasting
In Europa bestaat er een systeem, het Emission Trading System, waar betaald moet worden voor het uitstoten van broeikasgassen. Door de financiële crisis is het systeem jarenlang ineffectief geweest vanwege het overschot aan rechten om te mogen vervuilen. In 2014 bepaalde Europa dat ze tijdelijk rechten uit het systeem gaan halen, ook wel backloading genoemd en bereidt de Europese commissie een wetsvoorstel voor om het systeem structureel te verbeteren.

##### Stopzetten van subsidies en belastingvoordelen
De IEA schat dat er wereldwijd in 2012 ongeveer $544 miljard aan directe subsidie werd gegeven aan fossiele brandstoffen, een lichte stijging ten opzichte van 2011 en moedigt de afbouw hiervan aan. Daarnaast genieten bedrijven in veel landen belastingvoordelen ten opzichte van duurzame energie. Zo bleek uit onderzoek van Van Beers (TU Delft, 2009) dat de belastingvoordelen en subsidies in Nederland rond de €7,5 miljard liggen.

### Markt

#### Opkomen van elektrisch rijden
Door gebruik te maken van elektrische vervoersmiddelen zijn bestuurders niet meer afhankelijk van olie: de elektriciteit voor deze vervoersmiddelen kan opgewekt worden door middel van alternatieve energie.

#### Goedkope groene energie
Een aantal duurzame energiebronnen zijn al jaren economisch voordelig in verschillende gebieden. Dit geldt bijvoorbeeld voor biomassa, waterkracht, geothermisch en zonne-energie. Men verwacht dat de kosten voor nieuwe technieken fors kunnen dalen, wanneer de productie wordt opgeschaald en de technieken verder zijn uitontwikkeld. De schattingen van prijsontwikkelingen lopen sterk uiteen.

#### Afname van de vraag naar steenkool in China
China, nu de grootste gebruiker van steenkool, heeft zich voorgenomen om de piek in zijn steenkoolverbruik tussen 2013 en 2017 te laten vallen en over te gaan op meer duurzame vormen van energie.

## Risicomarkten
Verschillende instituten binnen het financiële systeem hebben investeringen in fossiele brandstoffen. Volgens het rapport van Utrecht Sustainability Institute wordt geschat dat alle Europese pensioenfondsen samen €260-330 miljard euro hebben aan activa in fossiele brandstoffen, voor banken wordt dit bedrag geschat op €460-480 miljard euro. Bij verzekeringsmaatschappijen komt het uit op €300-400 miljard. 
Pensioenfondsen beleggen hun geld vaak in een divers mandje van aandelen, obligaties en commodity's. Elk van deze categorieën bevat onderdelen die kwetsbaar zijn voor een mogelijke koolstofzeepbel. Gemiddeld was in 2012 ongeveer 5% van de activa van de 23 grootste pensioenfondsen in Europa een zogenoemde 'high-carbon asset'. De Nederlandse ABP, bpfBouw, PFZW en Shell pension Fund scoren allemaal boven het gemiddelde. Het Belgische Zilverfonds investeert slechts in overheidsobligaties, en heeft als zodanig geen activa in fossiele brandstoffen.
Ook voor banken geldt dat ze hun geld op meerdere manieren in fossiele brandstoffen kunnen investeren: ze kunnen leningen uitschrijven, aandelen kopen en obligaties kopen. Voor de 20 grootste Europese banken geldt dat gemiddeld 1,3% van hun bezittingen in fossiele brandstoffen zitten, waarbij het grootste deel in leningen aan bedrijven. De Rabobank zit ver onder dit gemiddelde met 0,3%, de ING zit net boven het gemiddelde met 1,6%. 
Europese verzekeringsmaatschappijen investeerden in 2012 ongeveer 4,4% van hun bezittingen in fossiele brandstoffen.

## Oplossingen
- Slechts investeren in gas, niet in steenkool. Dat scheelt ongeveer een factor twee in CO2-uitstoot. Deze oplossing wordt door Shell als meest voor de hand liggende gezien. Shell verschuift haar activiteiten dan ook van olie naar gas (o.a. aankoop van British Gas in 2015).
- Meer investeren in duurzame energie. Eenmaal aangelegde duurzame-energie-installaties leveren vrijwel gratis energie (geen brandstofkosten) en verdringen daarmee fossiele energie. De (prijs)ontwikkeling van windturbines is dusdanig dat in 2015 het punt bereikt is dat windenergie op land inclusief de start-investering de goedkoopste manier van elektriciteit opwekken is geworden.
- Compleet desinvesteren in fossiele brandstofbedrijven.
- Men kan er ook voor kiezen activistisch te investeren: de bedrijven die het slechts doen rechts laten staan, en de bedrijven die wel in hun beleidsplannen duidelijk maken iets te doen aan reductie van de uitstoot van broeikasgassen motiveren dit echt te doen door gebruikmaken van de rechten als aandeelhouder.[9]

## Kritiek
Royal Dutch Shell stelt (mei 2013) dat de energievraag zodanig hard stijgt, dat we niet onder fossiele brandstoffen uitkomen. De groei van groene energie zal volgens het bedrijf minder snel gaan dan de groeiende vraag naar energie. Ze verwachten dat het met het gebruik van carbon capture and storage de uitstoot van CO2 veel zal afnemen. Ook wordt er gesteld dat wanneer overheden hun reserves in de grond laten zitten, het risico voor bedrijven wel meevalt. Tot slot wordt gesteld dat maatregelen van overheden niet laten blijken dat er daadwerkelijk een wereldwijde maximum komt aan uitstoot.